# Joshua Oppenheimer
Joshua Lincoln Oppenheimer (ur. 23 września 1974 w Austin) – amerykański reżyser i producent filmowy żydowskiego pochodzenia.
Zasiadał w jury konkursu głównego na 73. MFF w Wenecji (2016).

## Filmografia
producent
- 2014: Scena ciszy (The Look of Silence)
- 2012: Scena zbrodni (The Act of Killing)

reżyser
- 2014: Scena ciszy (The Look of Silence)
- 2012: Scena zbrodni (The Act of Killing)

## Nagrody i nominacje
Za film Scena zbrodni został uhonorowany Nagrodą BAFTA oraz Nagrodą Jury Ekumenicznego i Nagrodą Publiczności w sekcji "Panorama" na 63. MFF w Berlinie. Dokument ten zdobył również Grand Prix Dolnego Śląska - Nagrodę Marszałka Województwa Dolnośląskiego, Nagrodę Gotham i Europejską Nagrodę Filmową za najlepszy dokument roku. Film był nominowany do Oscara za najlepszy pełnometrażowy film dokumentalny, otrzymał też nominacje do Nagrody Millennium, Nagrody DGA i Nagrody Independent Spirit.